# Штайн (Аргау)
Штайн (нем. Stein AG) — коммуна в Швейцарии, в кантоне Аргау.
Входит в состав округа Райнфельден.  Население составляет 2747 человек (на 31 декабря 2007 года). Официальный код  —  4260.